# Kinbergonuphis kristiani
Kinbergonuphis kristiani är en ringmaskart som beskrevs av Leon-Gonzalez, Rivera och Rafael Romero 2004. Kinbergonuphis kristiani ingår i släktet Kinbergonuphis och familjen Onuphidae. Inga underarter finns listade i Catalogue of Life.